# Veranópolis
Veranópolis là một đô thị thuộc bang Rio Grande do Sul, Brasil. Đô thị này có diện tích 289,432 km², dân số năm 2007 là 23904 người, mật độ 82,59 người/km².